# Fonfun
株式会社fonfun（フォンファン、fonfun corporation）は、東京都渋谷区に本社を置く企業。（旧社名：ネットビレッジ）。
ケータイでPC向けメールを閲覧できるリモートメールほか、主に携帯電話向けモバイルコンテンツを提供する会社。

## 概要
iモード（NTTドコモ）の登場から程なくして、他社に先駆けてiモード端末から自宅などのPC向けメールを閲覧できる公式サービスリモートメールを提供し、業績が拡大。2002年9月に大証ナスダック・ジャパン（後のジャスダック）に株式上場を果たす。
その後M&Aなどの手法を用いて拡大路線を目指すが、先行投資を伴う事業拡大が失敗し業績は低迷。近年はGmailなど類似性が高くかつより高機能の無料サービスの台頭に伴い、同社にとってはコアサービスであるリモートメールの先行きも不安視する声がある。

### 主なサービス
- リモートメール - ケータイでPCメールが閲覧できるサービス[2]。

## 沿革
詳細は公式サイトの沿革を参照。
- 1997年3月3日 - ゲーム会社のイマジニアの関連会社[4]として、同社から独立した飯田祥一によって、ネットビレッジ株式会社設立[1]。
- 1997年6月 - 日本高速通信株式会社（テレウェイ、現：KDDI）と業務提携を締結。
- 1997年9月 - コナミと業務提携を締結[5]。
- 2000年頃 - 「ゲームビレッジ」のブランドで『マーメイドの季節』や『EVE ZERO』などのコンピュータゲームを発売[6]。
- 2002年9月 - 大証ナスダック・ジャパン（後のジャスダック）に株式上場。
- 2005年6月 - 株式会社アリコシステムと業務提携を締結[7]。
- 2006年10月 - 株式会社fonfunに社名変更。
- 2009年12月 - 香水生活事業の譲渡
- 2022年 - 東京証券取引所の市場区分の見直しにより、東証スタンダード市場に移行。
- 2024年 - 合同会社selfreeを完全子会社化。グルーコードコミュニケーションズ株式会社を完全子会社化。株式会社イー・クラウドサービスを完全子会社化（2024年9月本体へ吸収合併）。

## エピソード
コナミとの提携
1997年9月コナミと業務提携を締結。コナミエンターテイメントファンクラブが展開する会員冊子「コナミマガジン」のCD-ROM版「カタROM コネクション」の事業を展開。そのCD-ROMの先行品としてサンプル版を発行。当時、テレウェイとの提携関係によりインターネットプロバイダーサービス「テレウェイシリウス」（現：au one net）の事業展開をしていた。
CD-ROMには、仮想空間「あちゃらビレッジ」開設記念としてインターネット接続キットが収録（その他、ときメモなどコナミ関連物も収録）された。「あちゃらビレッジ」とは、リクルートが発行していたインターネット情報誌『あちゃら』のウェブサイト版で音楽・スポーツ・ファッション情報のリンク集などが集約された仮想空間。
新社名
2006年新会社名を「登竜門 (コンペポータルサイト)」にて公募した。
監理銘柄指定
2009年1月19日、大阪証券取引所より監理銘柄(確認中)指定を受けたが、5月26日、浮動株時価総額が5営業日連続で3億円を超えたため指定解除となった。
不適切な会計処理による資金流出
当時の経営陣によって不適切な会計が行われ、総額6億円以上が社外に流出していたことが判明した。第三者委員会の調査では2008年6月頃にfonfun社の大株主だった人物Aから借入金のあった役員達がAとの関係悪化、大株主から追い落とそうと株式の取得する為の資金を会社から引き出そうとしたことが動機とされた。